# Pu’er
Pu’er (chiń. 普洱; pinyin Pǔ’ěr) – miasto o statusie prefektury miejskiej w południowych Chinach, w prowincji Junnan. W 2010 roku liczba mieszkańców miasta wynosiła 73 844. Prefektura miejska w 1999 roku liczyła 2 286 842 mieszkańców. Do 2007 roku miasto nosiło nazwę Simao (思茅).
Od regionu Pu’er (obszar powiatu autonomicznego Ning’er, część prefektury miejskiej Pu’er) pochodzi nazwa chińskiej herbaty pu-erh, którą przetwarzano i sprzedawano na tamtejszych targach herbacianych.

## Podział administracyjny
Prefektura miejska Pu’er podzielona jest na:
- dzielnicę: Simao,
- 9 powiatów autonomicznych: Ning’er, Mojiang, Jingdong, Jinggu, Zhenyuan, Jiangcheng, Menglian, Lancang, Ximeng.